# Bến Thành (phường)
Bến Thành là một phường thuộc Thành phố Hồ Chí Minh, Việt Nam.

## Địa lý

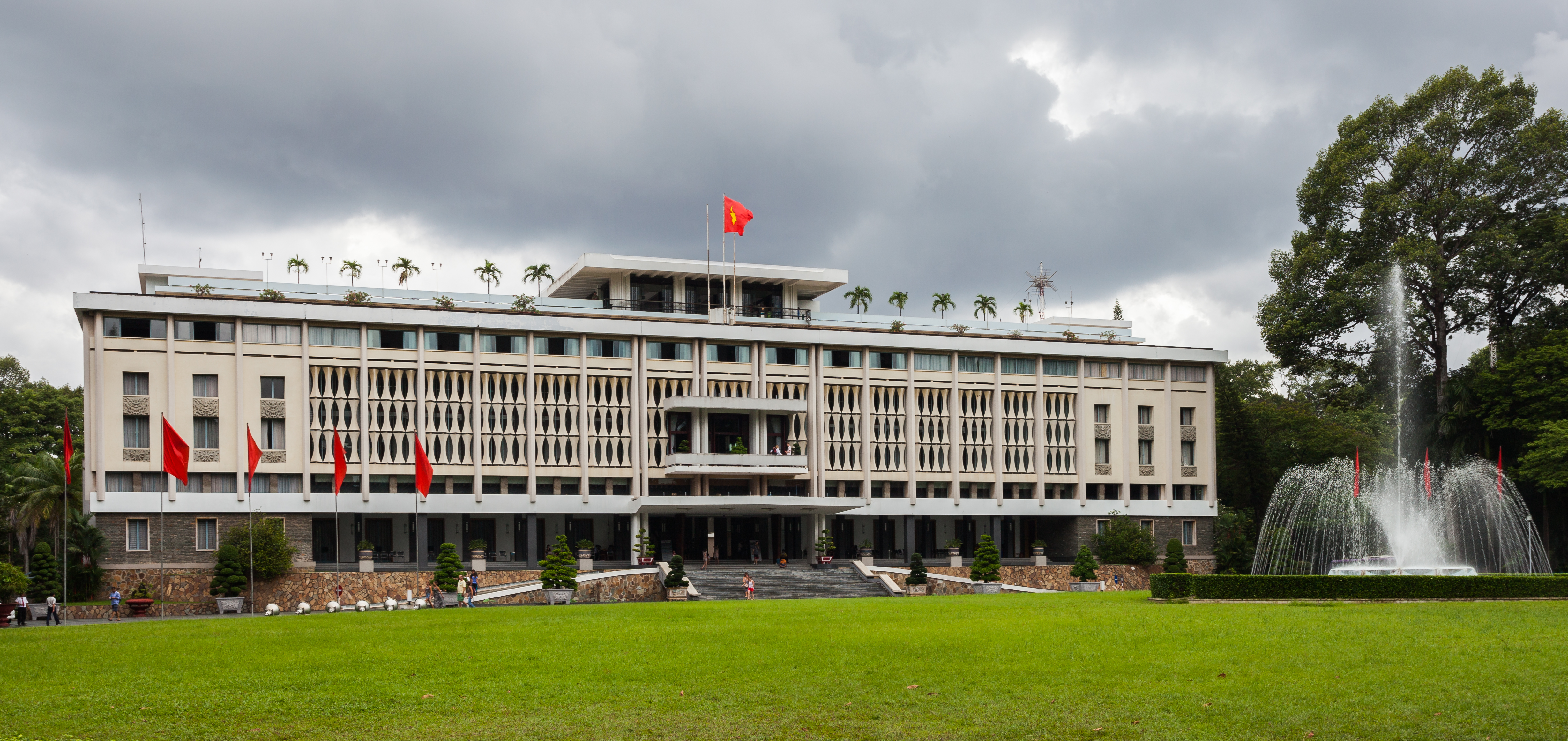
Dinh Độc Lập

Phường Bến Thành nằm ở trung tâm Thành phố Hồ Chí Minh, có vị trí địa lý:
- Phía Đông Bắc giáp với phường Sài Gòn với ranh giới là đường Nam Kỳ Khởi Nghĩa
- Phía Tây giáp với phường Bàn Cờ và phường Xuân Hòa với ranh giới là đường Nguyễn Thị Minh Khai
- Phía Nam giáp phường Cầu Ông Lãnh với ranh giới là các tuyến đường Cống Quỳnh – Nguyễn Cư Trinh – Trần Hưng Đạo – Nguyễn Thái Học
- Phía Đông Nam giáp phường Khánh Hội và Xóm Chiếu với ranh giới là Kênh Bến Nghé.

Phường có diện tích 1,85 km², dân số năm 2024 là 71.785 người, mật độ dân số đạt 38.802 người/km².

## Tên gọi
Tên gọi Bến Thành không xa lạ gì với người dân trong nước và thậm chí cả khách quốc tế. Địa danh chợ Bến Thành là nơi nhất định phải ghé của du khách khi đến Thành phố Hồ Chí Minh. Có ý kiến cho rằng, sông Bến Nghé có một bến sông nằm gần thành Bát Quái, bến này dùng cho khách vãng lai và quân nhân vào thành, vì vậy nên có tên gọi là Bến Thành. Gần sát bến này có một khu chợ vì thế mà chợ này cũng được gọi là chợ Bến Thành.
Theo nhà địa danh học Lê Trung Hoa, Bến Thành là chợ trung tâm của thành phố bán hàng nội, ngoại sỉ và lẻ. Đầu thế kỷ 19, chợ nằm sát sông Sài Gòn, nơi có bến đò vào thành Phiên An nên mới gọi là Bến Thành.

## Lịch sử
Trước năm 1975, Bến Thành là một phường thuộc quận 2 (quận Nhì), thành phố Sài Gòn.
Sau năm 1975, phường Bến Thành sáp nhập với phường Nhà thờ Huyện Sĩ thành phường Huyện Sĩ. Tuy nhiên, đến năm 1976, quận 2 được sáp nhập vào quận 1, phường Huyện Sĩ giải thể và chia thành 3 phường là Phường 11, Phường 12 và Phường 13 thuộc Quận 1.
Ngày 28 tháng 12 năm 1988, Hội đồng Bộ trưởng ban hành Quyết định 184-HĐBT. Theo đó, sáp nhập toàn bộ diện tích và dân số của Phường 11 và Phường 12 để tái lập phường Bến Thành.
Ngày 16 tháng 6 năm 2025, Ủy ban Thường vụ Quốc hội ban hành Nghị quyết số 1685/NQ-UBTVQH15. Theo đó, phường Bến Thành (mới) được hình thành sau khi sắp xếp toàn bộ diện tích tự nhiên, quy mô dân số của phường Bến Thành, phường Phạm Ngũ Lão và một phần diện tích tự nhiên, quy mô dân số của phường Cầu Ông Lãnh, phường Nguyễn Thái Bình. Nghị quyết này có hiệu lực kể từ ngày ban hành.

## Du lịch
Với vị trí đắc địa ở trung tâm Thành phố Hồ Chí Minh, phường Bến Thành có nhiều điểm vui chơi, giải trí thu hút khách du lịch như: Dinh Độc Lập, Chợ Bến Thành, Công viên 23 tháng 9,...

### Dinh Độc Lập
Ban đầu, công trình có tên là Dinh Norodom. Công trình này được xây dựng vào năm 1868 và hoàn thành vào năm 1871. Năm 1955, Ngô Đình Diệm quyết định đổi tên dinh thành Dinh Độc Lập. Năm 1962, Dinh Norodom (Dinh Độc Lập cũ) hư hỏng nặng do bị ném bom, sau đó chính quyền Sài Gòn cho san bằng dinh cũ và xây dựng dinh mới trên nền đất cũ. Đến năm 1966, dinh mới được khánh thành.
11 giờ 30 phút trưa ngày 30 tháng 4 năm 1975, cổng Dinh Độc Lập bị húc đổ, lá cờ của Quân Giải phóng tung bay ngay tại tổng hành dinh của chính quyền Sài Gòn trong niềm hân hoan, chờ đón của cả dân tộc. Từ đây, miền Nam đã hoàn toàn giải phóng, non sông Việt Nam thống nhất một dải.
Dinh Độc Lập không chỉ mang vẻ đẹp kiến trúc mà còn là biểu tượng của nền hòa bình, thống nhất, là điểm tham quan hút khách bậc nhất ở Thành phố Hồ Chí Minh mỗi dịp 30 tháng 4.

### Chợ Bến Thành
Lịch sử hình thành Chợ Bến Thành gắn liền với đô thị Sài Gòn - Chợ Lớn. Tên gọi “Chợ Bến Thành” liên quan đến thành Bát Quái do Nguyễn Vương Nguyễn Phúc Ánh (vua Gia Long) xây dựng. Năm 1788, Nguyễn Vương chiếm lại Gia Định từ quân Tây Sơn, liền cho xây dựng thành quách để ngăn quân Tây Sơn.
Thành Bát Quái (8 cạnh) được xây dựng vào năm 1789 với số nhân công là 30.000 người và đến năm 1790 thì xây xong (có 3 mặt giáp sông). Sông Bến Nghé có một bến nằm gần thành Bát Quái. Bến này dùng cho khách vãng lai và quân nhân vào thành, vì vậy mà được gọi là Bến Thành (bến trước khi vào thành). Gần sát bến này có một khu chợ vì thế mà chợ này cũng được gọi là "Chợ Bến Thành", tên "Chợ Bến Thành" chính là được xuất phát từ đây.
Năm 1903, chính quyền quyết tâm xây một “khu chợ trung tâm xứng tầm với thành phố Sài Gòn”. Địa điểm xây khu chợ này vào đầu năm 1908 mới được quyết định dứt khoát. Từ năm 1912 đến năm 1914, người Pháp xây lại chợ Bến Thành mới tại vị trí ngày nay.
Năm 1914, chợ Bến Thành được khánh thành, giữ tên từ ngôi chợ cũ ở kinh Chợ Vải.
Năm 1952, 12 bức phù điêu bằng gốm do họa sĩ Lê Văn Mậu sáng tác theo đơn đặt hàng của nhà thầu chợ Bến Thành, sau đó chỉnh sửa với sự góp ý của những nghệ nhân hàng đầu được gắn lên 4 mặt của chợ.
Năm 1985, công trình lần nữa được trùng tu. Năm 1992, chợ được cải tạo hệ thống điện và tất cả các sạp được nâng cấp từ sạp cây sang sạp sắt. Năm 1999, chợ được chỉnh sửa hệ thống cống rãnh, thay mái ngói thành mái tôn và nền được lót gạch ceramic.
Năm 2023, chợ Bến Thành được sơn lại bốn mặt tiền và lắp đặt hệ thống đèn chiếu sáng mỹ thuật. Công trình này không chỉ mang lại vẻ đẹp hiện đại và thẩm mỹ, mà còn giữ gìn được nét cổ kính đặc trưng của ngôi chợ. Ngoài việc bảo tồn và phát huy giá trị di sản, công trình còn góp phần làm đẹp thêm cảnh quan đô thị, tạo thêm một điểm "check in" lý tưởng vào ban đêm cho khu vực trung tâm TPHCM.
Ngày 20/11/2024, Ủy ban nhân dân Thành phố Hồ Chí Minh ban hành Quyết định số 5300/QĐ-UBND về việc xếp hạng di tích cấp Thành phố đối với Chợ Bến Thành.